# Etsuko Nakanishi
Etsuko Nakanishi (中西悦子?, Nakanishi Etsuko; Nara, 11 luglio 1977) è una batterista giapponese, membro attuale del gruppo alternative rock giapponese Shonen Knife.
Inizialmente fu scelta dal gruppo come una delle tante batteriste temporanee, ed ha suonato per la prima volta con loro il 30 gennaio 2005, durante un concerto as Osaka insieme agli Shins. Dal 24 marzo 2006 divenne la batterista permanente del gruppo. È un membro fondatore della band giapponese Pink Panda, e le sue influenze musicali si rifanno a nomi quali Rage Against the Machine, Red Hot Chili Peppers, Beat Crusaders, Metallica, Wonder Girls e Namie Amuro.